# Koszmosz–2 (műhold)
A Koszmosz–2 (oroszul: Космос–2) szovjet 1MSZ típusú technológiai műhold.

## Küldetés
Az OKB–1 tervezőirodában (ma: RKK Enyergija) tervezett és megépített 1MSZ típusú műhold. Felépítését, rendszerét tekintve megegyezik a Koszmosz–1 műholddal.
Aktív szolgálatát követően 1963. augusztus 20-án földi parancsra belépett a légkörbe és megsemmisült.

## Jellemzői
1962. április 6-án Kapusztyin Jar rakéta-kísérleti lőtérről a Majak–2 indítóállásából egy Koszmosz–2 (11K63) hordozórakétával juttatták Föld körüli pályára. Az orbitális egység pályája 101,9 perces, 48,9 fok hajlásszögű, az elliptikus pálya, perigeuma 215 km, apogeuma 1488 km. Hasznos tömege 285 kilogramm.
A fedélzeten elhelyezett Majak rádióadók segítették az ionoszféra szerkezetének feltérképezését. Az éjszakai ionoszféra F-rétege magasságbeli és kiterjedésbeli inhomogenitásainak mérése a 20 MHz-es fedélzeti adó jeleinek fluktuációváltozásaiból. Műszeres eszközei mérték a kozmikus sugárzás összetételét, mennyiségét. Az elektronhőmérséklet értékét Langmuir-szondával határozták meg.
A sorozat felépítését, szerkezetét, alapvető fedélzeti rendszereit tekintve egységesített, szabványosított űreszköz. Felépítését tekintve két félgömbbel lezárt hengeres test. A felső félgömbben helyezték el a tudományos készülékeket, külső felületén az érzékelőket. A hengeres részben a szolgálati egységeket (programvezérlő, adatrögzítő, telemetria). A hátsó félgömbben az energiaellátást biztosító kémiai akkumulátorok kaptak elhelyezést. Az egyenletes belső hőmérsékletet cirkuláló gáz (nitrogén) biztosította. A hőegyensúlyt sugárzáselnyelő anyaggal, illetve zsalus radiátorral biztosították.

## Külső hivatkozások
- Koszmosz–2. nasa.gov. (Hozzáférés: 2012. november 17.)
- Koszmosz–2. lib.cas.cz. [2013. október 13-i dátummal az eredetiből archiválva]. (Hozzáférés: 2013. március 29.)